# Andrea del Castagno

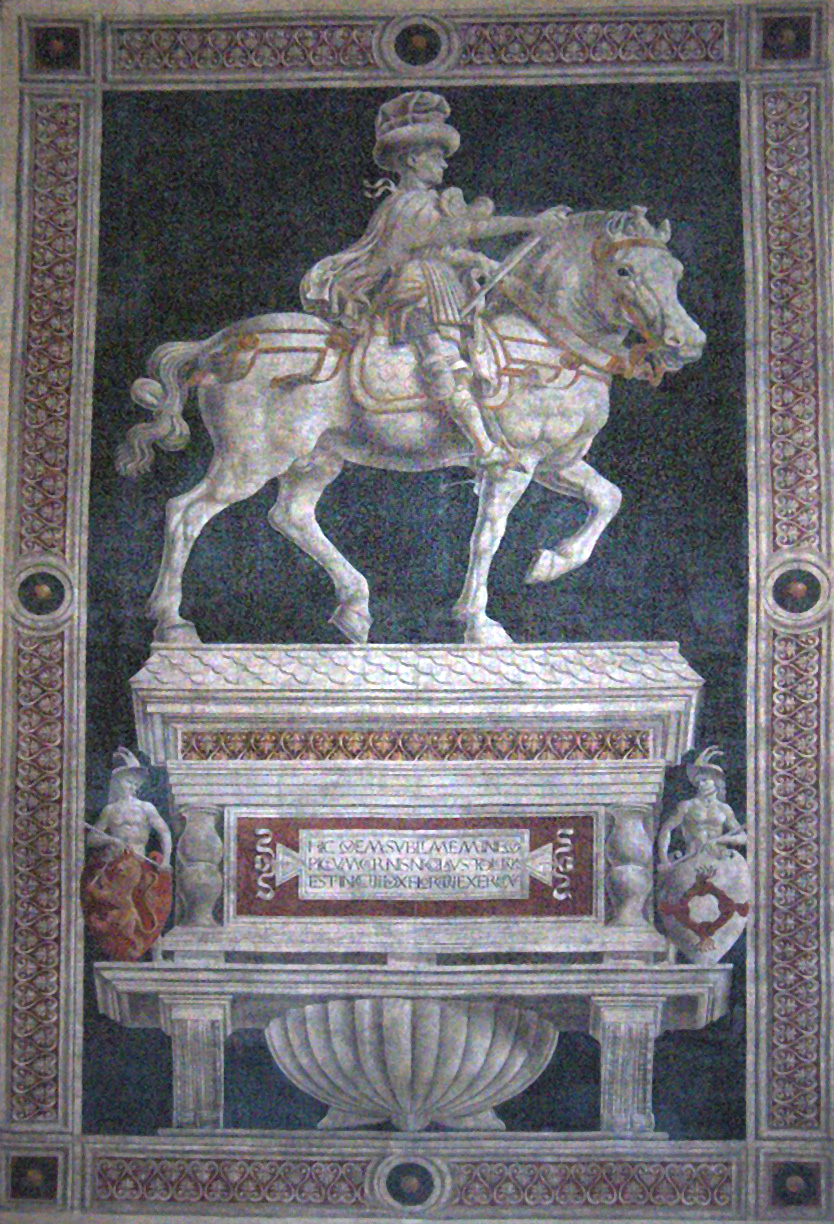
Fresc de Niccolò da Tolentino (1456), obra d'Andrea del Castagno

Andrea di Bartolo di Bargilla dit Andrea del Castagno (~1421 - 19 d'agost de 1457), va ser un pintor florentí. La seua obra està influïda principalment per Tommaso Masaccio i Giotto di Bondone. Entre les seues obres cal destacar els frescos del Refetor de Santa Apollonia de Florència i el monument eqüestre pintat de Niccolò da Tolentino (1456) a la Catedral de Florència. Al seu torn, va influir sobre l'escola ferraresa de Cosimo Tura, Francesco del Cossa i Ercole de' Roberti. És probable que fóra mestre dels Pollaiuolo.

## Joventut

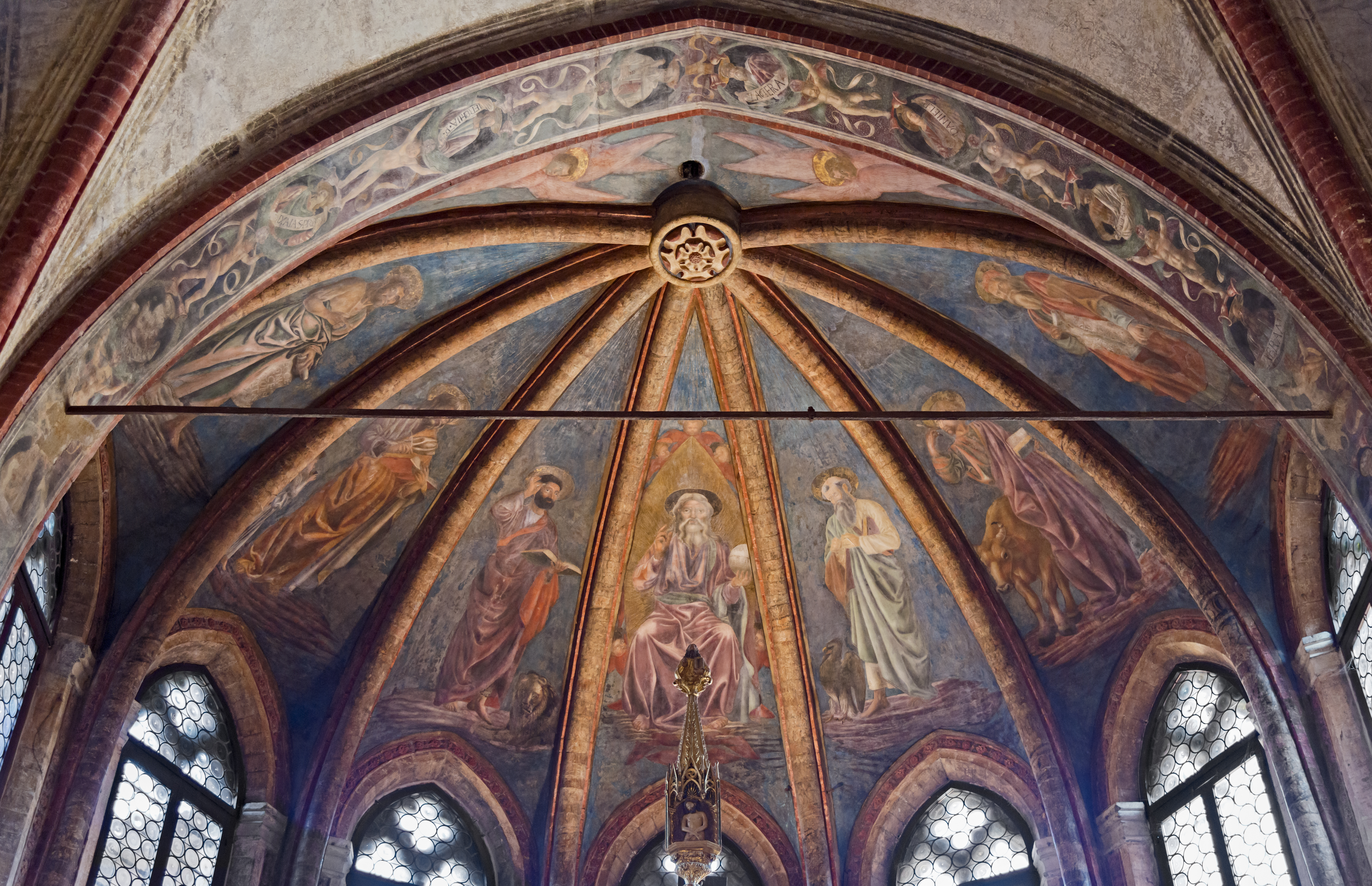
1442 frescos a la capella de Sant Tarasi de l'església de Sant Zacaries

Andrea del Castagno va nàixer a Castagno, un poble prop de Monte Falterona, no lluny de Florència. Durant la guerra entre Florència i Milà, va viure a Corella, i en acabar la guerra va tornar al seu llar. L'any 1440 es va traslladar a Florència sota la protecció de Bernat de Mèdici. A la façana del Palazzo del Podestà hi va fer retrats dels ciutadans que havien estat condemnats a ésser penjats a la forca després de la batalla d'Anghiari, obtenint així el malnom d'Andrea degli Impiccati («Andreu el dels Penjats»).
Se sap poc de la seua formació, tot i que s'ha llançat la hipòtesi que va ser aprenent de Fra Filippo Lippi i de Paolo Uccello. Entre 1440 i 1441 va pintar el fresc Crucifixió i Sants per a l'Ospedale di Santa Maria Nuova, la construcció del qual, orientada segons la perspectiva, i les figures, mostren la influència de Masaccio.
L'any 1442 es trobava a Venècia on va pintar frescos a la capella de Sant Tarasi de l'església de Sant Zacaries. Després va treballar a la basílica de Sant Marc, deixant-hi un fresc sobre la Mort de la Mare de Déu (1442-1443).
En tornar a Florència, va dissenyar un vitrall amb el Davallament per a una de les claraboies de la cúpula de Santa Maria del Fiore. El 30 de maig de 1445 es va inscriure al gremi de l'Arte dei Medici e degli Speziali. Del mateix any és el fresc de la Mare de Déu amb Infant i Sants, actualment a la col·lecció Contini Bonacossi.

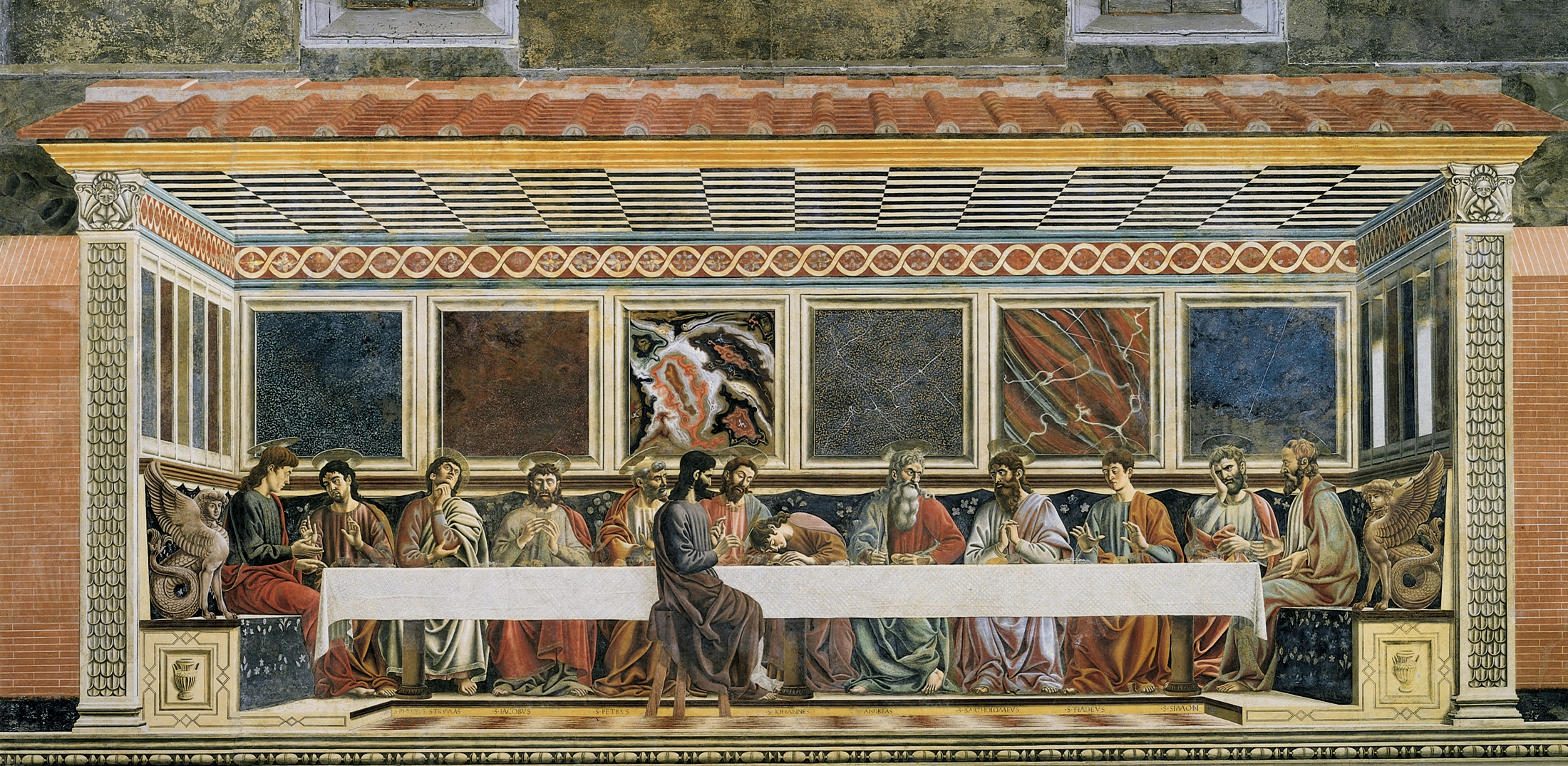
L'Últim Sopar del Refetor de Santa Apollonia.

## L'Últim Sopar
L'any 1447 va treballar al Refetor de Santa Apollonia a Florència, pintant, en la banda inferior, un fresc amb el tema de L'Últim Sopar, acompanyat per altres escenes que representaven el Davallament, la Resurrecció, i una Crucifixió, que actualment es troben danyats. També va pintar-hi una lluneta al claustre, representant una  pietà.
L'Últim sopar mostra el millor del talent de Castagno. Cal destacar particularment la composició de figures equilibrades en un marc arquitectònic, per exemple, la postura de sant Joan adormit innocentment contrasta nítidament amb la pose tensa i alçada de Judes el traïdor, i els gestos de les mans de les parelles finals d'apòstols en cada extrem del fresc es reflecteixen l'una respecte de l'altra amb un aconseguit realisme. Els colors de les robes dels apòstols i les seues postures contribueixen a l'equilibri de l'obra.
El detall i naturalisme d'aquest fresc palesa la manera en què del Castagno es va apartar dels estils artístics que el van precedir. Les parets de marbre, molt detallades, recorden les pintures murals del «primer estil» romà, i els pilars i les estàtues fan pensar en l'escultura clàssica i prefiguren la pintura d'artifici. Més encara, els reflexos de color en el cabell de les figures, les robes ondulants, i una perspectiva creïble en els halos presagien innovacions futures. En aquesta obra s'aprecia el contacte amb l'estil de Donatello i la preocupació del pintor per la força i l'expressió, creant figures d'una monumentalitat dura i escultòrica.

## Activitat posterior

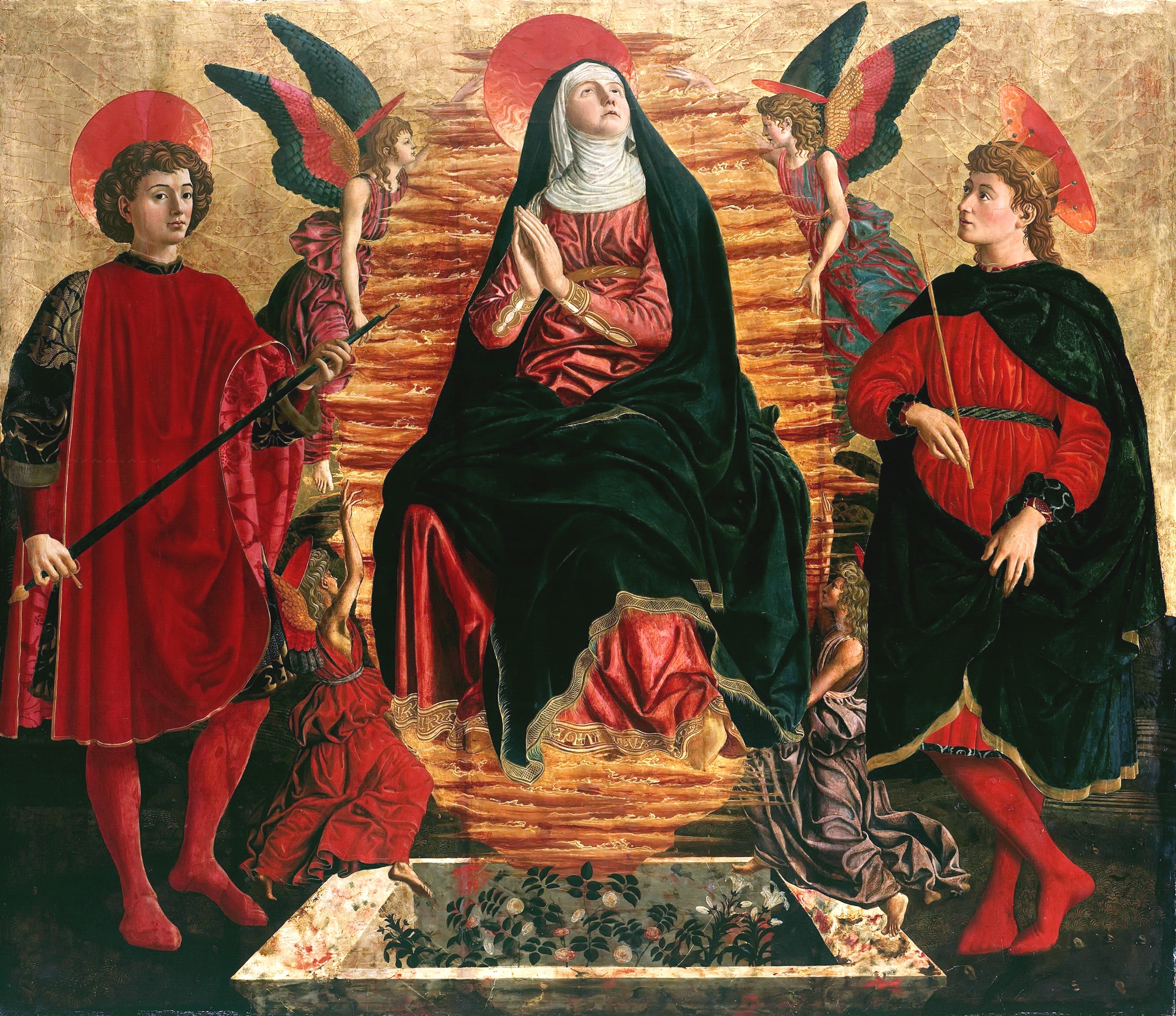
Assumpció amb els sants Julià i Miniat.

Entre 1449 i 1450 va pintar l'Assumpció amb els sants Julià i Miniat per a l'església de San Miniato fra le Torri (avui dia a Berlín). En els mateixos anys va col·laborar amb Filippo Carducci en una sèrie de frescos sobre Personatges il·lustres per a la Vil·la Carducci de Legnaia: s'hi van incloure els de Pippo Spano, Farinata degli Uberti, Niccolò Acciaioli, Dant, Petrarca, Boccaccio, la Sibil·la de Cumes, Esther i Tomiri.
També de prop de 1450 és la Crucifixió de Londres, així com el David amb el cap de Goliat i el Retrat d'un home de Washington. Entre gener de 1451 i setembre de 1453 va acabar els frescos amb Escenes de la Vida de la Mare de Déu que Domenico Veneziano havia deixat inacabats a l'església florentina de San Egidio (avui perduts). A l'octubre Filippo Carducci li va encarregar frescos per a la seua vil·la de Soffiano, dels quals avui no en sobreviuen més que una Eva i una deteriorada Mare de Déu amb Infant.
El 1455 va treballar a la Basílica de la Santíssima Anunciata (frescos de la Trinitat amb sant Jeroni i dues santes dones i Sant Julià i el Redemptor, mostrant la primera d'aquestes obres un marcat realisme). També a aquests anys cal atribuir una Crucifixió per a Santa Apol·lònia. L'any 1456 va executar a la catedral el famós fresc de l'Estàtua eqüestre de Niccolò da Tolentino a Santa Maria del Fiore (Florència), que és anàleg al quadre semblant de Paolo Uccello representant John Hawkwood.
Vasari, artista i biògraf del Renaixement italià, conta que Castagno va assassinar Domenico Veneziano, tot i que això sembla poc probable atès que Veneziano va morir el 1461, quatre anys després que Castagno morira a causa de la pesta.
Aquest mateix autor va definir la seua pintura d'una manera que encara avui es pot considerar vàlida:
| « | Va dominar perfectament les dificultats de l'art i, especialment, les del dibuix, però els seus colors, forts i crus, disminueixen en gran part el seu valor i gràcia (...) Destaca perquè és capaç de dotar de moviment els seus personatges i donar una expressió inquietant als seus rostres (...), als quals un traçat vigorós en subratlla la gravetat. | » |